# A Guerra do Fogo
La Guerre du feu (bra/prt: A Guerra do Fogo) é um filme franco-canado-estadunidense de 1981, dos gêneros drama, ação e aventura, dirigido por Jean-Jacques Annaud, com roteiro de Gérard Brach baseado no romance La Guerre du feu, de J.-H. Rosny aîné.
Com locações na Escócia, Islândia, Quênia e Canadá, o filme é ambientado na Europa paleolítica e aborda a luta pelo controle do fogo pelos humanos primitivos.
Anthony Burgess e Desmond Morris foram responsáveis pela linguagem criada especialmente para o filme.

## Sinopse
Na pré-história, a tribo de Ulam acredita que o fogo é sobrenatural. Quando um ataque apaga sua única fonte de calor, três guerreiros saem em busca de outra chama. Nessa jornada, eles conhecem os Ivakas, que são mais avançados e dominam o fogo. Mas a aquisição desse bem místico não será fácil.

## Elenco
| Evereth McGill        | Noahmell        |
| Ron Perlman           | Amoukar         |
| Nameer El-Kadi        | Gaw             |
| Rae Dawn Chong        | Ika             |
| Gary Schwartz         | Rouka           |
| Naseer El-Kadi        | Nam             |
| Franck-Olivier Bonnet | Aghoo           |
| Jean-Michel Kindt     | Lakar           |
| Kurt Schiegl          | Faum            |
| Brian Gill            | Modoc           |
| Terry Fitt            | Hourk           |
| Bibi Caspari          | Gammla          |
| Peter Elliott         | Mikr            |
| Michelle Leduc        | Matr            |
| Robert Lavoie         | Tsor            |
| Matt Birman           | Morah           |
| Christian Benard      | Umbre           |
| Mohamed Siad Cokei    | Ota Otarok      |
| Tarlok Sing Seva      | Tavawa          |
| Lolamal Kapisisi      | Fazedor de fogo |
| Hassannali Damji      | Velho na árvore |

## Trilha sonora
A trilha sonora do filme foi composta pelo músico francês Philippe Sarde.
1. "La Creation Du Feu" - 01:49
2. "Les Wagabous" - 02:00
3. "La Derniere Braise" - 03:07
4. "Les Lions-Sabres" - 06:30
5. "La Petite Femenelle Bleue" - 01:21
6. "Les Kzamns" - 03:41
7. "La Guerre Du Fue" - Theme d'Amour)" - 05:04
8. "Le Village De Hommes Peints" - 02:52
9. "Les Mammouths" - 02:20
10. "La Tourmente De Naoh" - 02:11
11. "La Naissance De l'Amour" - 03:42
12. "Le Combat Avec l'Ours" - 04:52
13. "La Plus Grande Des Promesses" - 01:35

## Realidade científica
Em um ensaio para a revista American Anthropologist, o professor de linguística da Universidade Brown, Philip Lieberman, descreveu como "absurda" a mistura de diferentes níveis de avanço entre diferentes tribos que vivem próximas. Lieberman apontou que "seria muito improvável 80.000 anos atrás" que os humanos ainda exibissem características semelhantes a macacos, ao mesmo tempo em que a tribo Ivaka era retratada como tendo "uma cultura de aldeia que provavelmente seria 10.000 anos atrás".